# Ćurovići
Ćurovići su naseljeno mjesto u općini Foči-Ustikolini, Federacija BiH, BiH. Godine 1950. pripojeni su kao naselje Čurovići naselju Mihovićima (Sl.list NRBiH, br.10/50). Nalaze se uz rječicu Osanicu, blizu Zabusa i Ilovače. 